# César-díjak 1978
A 3. Césarok éjszakáján, melyet 1978. február 4-én a párizsi Pleyel előadóteremben rendeztek meg, Jeanne Moreau francia színésznő elnökölt.
Az 1977-ben francia filmszínházakban bemutatott hazai gyártású filmek közül kiemelkedett Alain Resnais Gondviselés  című filmdrámája, a Filmakadémia tagjai 8 jelölésből 7 kategóriában hozták ki győztesnek, jelentős művészi és technikai díjakra. Az elismerésben részesítettek között volt a magyar származású Rózsa Miklós is, a film zenéjének szerzője. Három díjat vihetett el Pierre Schoendoerffer háborús filmdrámája (Le Crabe-Tambour), köztük Jean Rochefort a legjobb főszereplő színésznek járó díjat. A legjobb színésznő díját Simone Signoret vehette át Madame Rosa alakjának megformálásáért az Előttem az élet című filmben. A legjobb külföldi film Ettore Scola olasz-kanadai koprodukcióban készült alkotása, az Egy különleges nap lett.
A díjazottak között még egy magyar származású művész található, az absztrakt, posztkubista festő és animációs filmes Földes Péter Mihály (Peter Foldes).
Tiszteletbeli Césart vehetett át Robert Dorfmann filmproducer. Egy kisebb ünnepség keretében tisztelettel adóztak az előző évben elhunyt olyan neves filmes nagyságok előtt, mint Roberto Rossellini olasz filmrendező, Charlie Chaplin brit színész, rendező, Jacques Prévert francia költő, forgatókönyvíró, valamint Asterix és Lucky Luke „atyja”, René Goscinny francia képregényíró és humorista.

## Díjazottak
| Díjak                                      | Díjazottak és jelöltek |
| ------------------------------------------ | --- |
| legjobb film                               | - Gondviselés (Providence), rendezte: Alain Resnais - Le Crabe-Tambour, rendezte: Pierre Schoendoerffer - A csipkeverőnő (La dentellière), rendezte: Claude Goretta - Mind a Paradicsomba kerülünk (Nous irons tous au paradis), rendezte: Yves Robert                                                                       |
| legjobb rendező                            | - Alain Resnais – Gondviselés (Providence) - Pierre Schœndœrffer – Le Crabe-Tambour - Luis Buñuel – A vágy titokzatos tárgya (Cet obscur objet du désir) - Claude Miller – Dites-lui que je l’aime |
| legjobb színésznő                          | - Simone Signoret – Előttem az élet (La vie devant soi) - Brigitte Fossey – Les enfants du placard - Isabelle Huppert – A csipkeverőnő (La dentellière) - Miou-Miou – Dites-lui que je l’aime - Delphine Seyrig – Megközelítések (Repérages)                                                                                 |
| legjobb színész                            | - Jean Rochefort – Le Crabe-Tambour - Alain Delon – Egy gazember halála (Mort d’un pourri) - Charles Denner – A férfi, aki szerette a nőket (L'homme qui aimait les femmes) - Gérard Depardieu – Dites-lui que je l’aime - Patrick Dewaere – Fayard bíró, akit seriffnek hívtak (Le juge Fayard dit Le Shériff)              |
| legjobb mellékszereplő színésznő           | - Marie Dubois – A bűn árnyékában (La menace) - Florence Giorgetti – A csipkeverőnő (La dentellière) - Nelly Borgeaud – A férfi, aki szerette a nőket (L'homme qui aimait les femmes) - Geneviève Fontanel – A férfi, aki szerette a nőket (L'homme qui aimait les femmes) - Valérie Mairesse – Megközelítések (Repérages)   |
| legjobb mellékszereplő színész             | - Jacques Dufilho – Le Crabe-Tambour - Michel Aumont – Elkényeztetettek (Des enfants gâtés) - Jean-François Balmer – A bűn árnyékában (La menace) - Jean Bouise – Fayard bíró, akit seriffnek hívtak (Le juge Fayard dit Le Shériff) - Philippe Léotard – Fayard bíró, akit seriffnek hívtak (Le juge Fayard dit Le Shériff) |
| legjobb operatőr                           | - Raoul Coutard – Le Crabe-Tambour - Ricardo Aronovich – Gondviselés (Providence) - Pierre Lhomme – Dites-lui que je l'aime - Andréas Winding – Lidércnyomás (L'imprécateur) |
| legjobb vágás                              | - Albert Jurgenson – Gondviselés (Providence) - Françoise Bonnot – Az elveszett múlt (Le passé simple) - Chris Marker – Le fond de l'air est rouge - Henri Lanoë – A bűn árnyékában (La menace) |
| legjobb eredeti vagy adaptált forgatókönyv | - David Mercer – Gondviselés (Providence) - Michel Audiard – Egy gazember halála (Mort d'un pourri) - Luis Buñuel és Jean-Claude Carrière – A vágy titokzatos tárgya (Cet obscur objet du désir) - Jean-Loup Dabadie – Mind a Paradicsomba kerülünk (Nous irons tous au paradis)                                             |
| legjobb filmzene                           | - Rózsa Miklós – Gondviselés (Providence) - Vladimir Cosma – Az állat (L'animal) - Francis Lai – Bilitis - Philippe Sarde – Le Crabe-Tambour |
| legjobb hang                               | - Jacques Maumont – Gondviselés (Providence) - Bernard Aubouy – Mentolos ital (Diabolo menthe) - Paul Lainé – Dites-lui que je l'aime - François Bel és Pierre Ley – La griffe et la dent - Jean-Pierre Ruh – Előttem az élet (La vie devant soi)                                                                            |
| legjobb díszlet                            | - Jacques Saulnier – Gondviselés (Providence) - Bernard Evein – Előttem az élet (La vie devant soi) - Jean-Pierre Kohut-Svelko – Mind a Paradicsomba kerülünk (Nous irons tous au paradis) - Hilton McConnico – Dites-lui que je l'aime                                                                                      |
| legjobb animációs rövidfilm                | - Rêve, rendezte: Földes Péter Mihály - Fracture, rendezte: Gaëtan Brizzi, Paul Brizzi - Kubrik à brac, rendezte: Dominique Rocher - La nichée, rendezte: Gérard Collin - Mordillissimo, rendezte: Roger Beaurin |
| legjobb fikciós rövidfilm                  | - 500 grammes de foie de veau, rendezte: Henri Glaeser - Je veux mourir pour la patrie, rendezte: Jean-Paul Sartre, Mosco Boucault - Le blanc des yeux, rendezte: Henri Colomer - Sauf dimanches et fêtes, rendezte: François Ode - Temps souterrain, rendezte: Dávid András                                                 |
| legjobb dokumentum rövidfilm               | - Le Maréchal ferrant, rendezte: Georges Rouquier - Benchavis, rendezte: Jean-Daniel Simon - La loterie de la vie, rendezte: Guy Gilles - Naissance, rendezte: Frédéric Le Boyer - Samara, rendezte: Rafi Toumayan |
| legjobb külföldi film                      | - Egy különleges nap (Una giornata particolare), rendezte: Ettore Scola ( ITA, CAN) - Az amerikai barát (Der amerikanische Freund), rendezte: Wim Wenders ( FRG, FRA) - Annie Hall, rendezte: Woody Allen ( USA) - Keserű csokoládé (Pane e cioccolata), rendezte: Franco Brusati ( ITA)                                     |
| tiszteletbeli César                        | - Robert Dorfmann |

## Többszörös jelölések és elismerések
| Jelölés | Díj | Magyar cím                         | Eredeti cím                   |
| ------- | --- | ---------------------------------- | ----------------------------- |
| 8       | 7   | Gondviselés                        | Providence                    |
| 6       | 3   | –––                                | Le Crabe-Tambour              |
| 6       | 0   | –––                                | Dites-lui que je l’aime       |
| 3       | 1   | A bűn árnyékában                   | La menace                     |
| 3       | 1   | Előttem az élet                    | La vie devant soi             |
| 3       | 0   | A csipkeverőnő                     | La dentellière                |
| 3       | 0   | A férfi, aki szerette a nőket      | L'homme qui aimait les femmes |
| 3       | 0   | Fayard bíró, akit seriffnek hívtak | Le juge Fayard dit Le Shériff |
| 3       | 0   | Mind a Paradicsomba kerülünk       | Nous irons tous au paradis    |
| 2       | 0   | A vágy titokzatos tárgya           | Cet obscur objet du désir     |
| 2       | 0   | Egy gazember halála                | Mort d'un pourri              |
| 2       | 0   | Megközelítések                     | Repérages                     |